# Límni Pamvótida
Límni Pamvótida (Lake Ioannina) är en sjö i Grekland.   Den ligger i prefekturen Nomós Ioannínon och regionen Epirus, i den centrala delen av landet, 300 km nordväst om huvudstaden Aten. Límni Pamvótida ligger 468 meter över havet. Arean är 19,4 kvadratkilometer. Trakten runt Límni Pamvótida består till största delen av jordbruksmark. Den sträcker sig 6,1 kilometer i nord-sydlig riktning, och 7,2 kilometer i öst-västlig riktning.
Följande samhällen ligger vid Límni Pamvótida:
- Ioánnina (65 574 invånare)
- Anatolí (9 798 invånare)
- Katsikás (3 885 invånare)
- Eksochí (2 975 invånare)
- Pérama (1 841 invånare)
- Amfithéa (594 invånare)
- Pentéli (593 invånare)
- Nísos Ioannínon (219 invånare)